# Luke Askew
Luke Askew (* 26. März 1932 in Macon, Georgia; † 29. März 2012 in Portland, Oregon) war ein US-amerikanischer Schauspieler.

## Leben
Askew begann seine Filmkarriere in zwei Kultfilmen: in Der Unbeugsame (1967) mit Paul Newman musste er als Gefangenenwächter Boss Paul als einer der ersten, der lange Haare trug, diese unter dem Hut verstecken. In Easy Rider wurde er bekannt als der geheimnisvolle Hippie-Anhalter auf dem Rücksitz von Peter Fonda. Der strohblonde Schauspieler wurde in über 80 Rollen als Charakterdarsteller besetzt, darunter viele Western. Meist spielte er dabei einen zum Sadismus neigenden Bösewicht. Daneben spielte er zahlreiche Gastrollen in Fernsehserien. Oft wurde er von Bill Paxton gecastet.

## Filmografie (Auswahl)
- 1967: Morgen ist ein neuer Tag (Hurry Sundown)
- 1967: Der Unbeugsame (Cool Hand Luke)
- 1968: Die grünen Teufel (The Green Berets)
- 1968: Die Teufelsbrigade (The Devil’s Brigade)
- 1968: Der Verwegene (Will Penny)
- 1969: La notte dei serpenti
- 1969: Easy Rider
- 1969: Tote Bienen singen nicht (Flareup)
- 1972: Der große Minnesota-Überfall (The Great Northfield Minnesota Raid)
- 1972: Der Todesritt der glorreichen 7 (The Magnificent Seven Ride!)
- 1973: Pat Garrett jagt Billy the Kid (Pat Garrett & Billy the Kid)
- 1975: Männer des Gesetzes (Posse)
- 1977–1981: Quincy (Quincy M.E.), 2 Folgen
- 1979: Wanda Nevada (Wanda Nevada)
- 1980: Hart aber herzlich (Hart to Hart) (Fernsehserie, Folge: Die Doppelgängerin)
- 1984: Der Krieger und die Hexe (The Warrior and the Sorceress)
- 1990: Dune Warriors: Blut für Wasser (Dune Warriors)
- 1997: Traveller – Die Highway-Zocker (Traveller)
- 1999: Vendetta – Das Gesetz der Gewalt
- 2000: Südlich des Himmels – Westlich der Hölle (South of Heaven, West of Hell)
- 2001: Dämonisch (Frailty)